# Los Prisioneros
Los Prisioneros foi uma banda de rock chilena dos anos 80 reconhecido como um dos grupos musicais mais importantes da história do Chile, e também como um dos mais influentes de América Latina.
As canções dessa banda eram principalmente políticos com mensagens contra Augusto Pinochet (ditador do Chile durante os anos 70, 80), e são consideradas populares em âmbito nacional e internacional. As canções mais famosas deste grupo musical são: "El baile de los que sobran", "Tren al sur", "We are sudamerican rockers", "La voz de los 80" e "Estrechez de corazón".

## Discografia

### Álbuns de estudio
- La Voz de los 80, 1984.
- Pateando Piedras, 1986.
- La cultura de la basura, 1987.
- Corazones (álbum), 1990.
- Los Prisioneros, 2003.
- Los Prisioneros en las Raras Tocatas Nuevas de la Rock & Pop, 2003.
- Manzana, 2004.

### Álbuns ao vivo
- Estadio Nacional, 2002.

### Coletâneas
- Grandes Éxitos, 1991.
- Ni por la razón, ni por la fuerza, 1996.
- El Caset Pirata, 2001.
- Antología - Su Historia y Sus Éxitos, 2001.

### Tributos
- Tributo a Los Prisioneros, 2000.

### Singles
De La Voz de los 80:
- La Voz de los 80 - 1984
- Sexo - 1985
- Paramar - 1985

De Pateando Piedras:
- Muevan las industrias- 1986
- El baile de los que Sobran - 1986
- ¿Por qué no se van?- 1986
- Quieren Dinero - 1986
- Independencia Cultural - 1986

De La Cultura de la Basura:
- We Are Sudamerican Rockers- 1988
- Maldito Sudaca - 1988
- Lo estamos pasando muy bien - 1988
- Que no destrocen tu vida - 1988
- De La cultura de la basura - 1988

De Corazones (álbum):
- Tren al sur - 1990
- Estrechez de Corazón - 1990
- Corazones Rojos - 1990.
- Amiga mia - 1991

De Los Prisioneros:
- Ultraderecha - 2003
- San Miguel - 2003

De Manzana:
- Manzana - 2004
- El Muro - 2004
- Eres mi Hogar - 2004